# Craig Bethke
Craig M. Bethke (* 6. Juni 1957 in Rolla, Missouri) ist ein US-amerikanischer Hydrogeologe und Geochemiker.
Craig Bethke studierte am Dartmouth College Geologie mit dem Bachelor-Abschluss 1979 und an der Pennsylvania State University und wurde 1985 an der University of Illinois at Urbana-Champaign promoviert. Dazwischen arbeitete er als Erdölgeologe für Arco Oil und Exxon. Ab 1985 lehrte er an der University of Illinois, wo er inzwischen Professor Emeritus ist. Er war Gastprofessor an der École Nationale Supérieure des Mines in Paris.
Er ist für die Computer-Modellierung von Flüssen von Wasser, Erdöl und Erdgas im Untergrund bekannt, teilweise mit Supercomputern. Insbesondere verfolgt er die Wanderungen von Flüssigkeiten und ihre chemische Zusammensetzung in der Entwicklung von Sedimentbecken. Er befasst sich auch mit der Geochemie von Mikroben im Gestein.
Bethke erhielt den Meinzer Award der Geological Society of America, den Presidential Young Investigator Award und den Lindgren Award der Society of Economic Geologists. 2003 wurde er zum Fellow der American Association for the Advancement of Science gewählt.